# NAIL-MS
NAIL-MS (Abkürzung für nucleic acid isotope labeling coupled mass spectrometry) ist eine auf der Massenspektrometrie basierende Technik zur Untersuchung von Nukleinsäuren und deren Modifikationen. NAIL-MS ermöglicht eine Vielzahl von Experimentdesigns zur Untersuchung der zugrunde liegenden Mechanismen der RNA-Biologie in vivo. Beispielsweise kann das dynamische Verhalten von Nukleinsäuren, insbesondere von RNA-Modifikationen, in lebenden Zellen genauer untersucht werden.

## Theorie

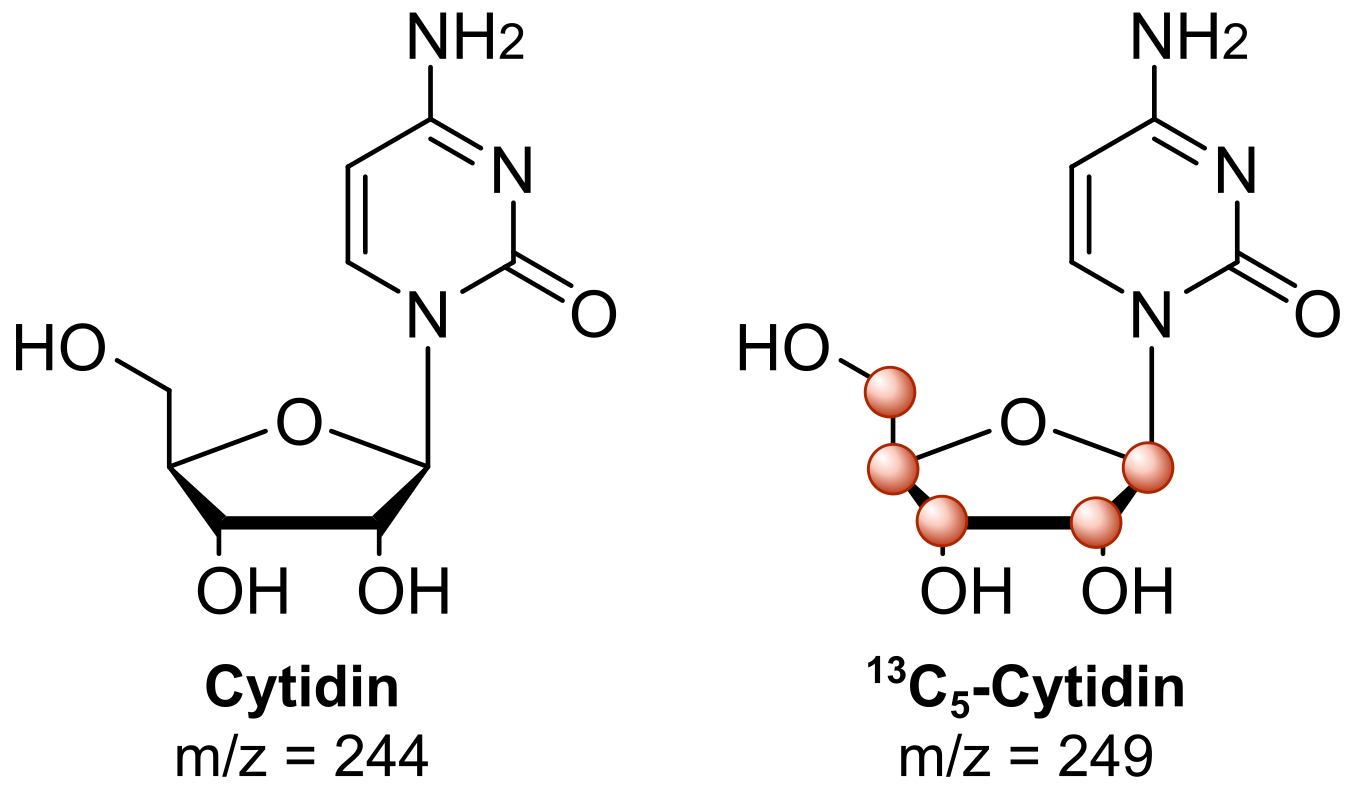
Isotopen-Labeling am Beispiel Cytidin. Links: ungelabeltes Cytidin, rechts: ribose-gelabeltes Cytidin (rote Kreise = ^{13}C).

NAIL-MS wird zur Untersuchung von RNA-Modifikationsmechanismen verwendet. Dazu werden Zellen in Kultur zunächst mit stabilen isotopenmarkierten Nährstoffen gefüttert, welche die Zellen in ihre Biomoleküle einbauen. Nach Aufreinigung der Nukleinsäuren, meist RNA, erfolgt die Analyse mittels Massenspektrometrie. Massenspektrometrie ist eine analytische Technik, die das Masse-Ladungs-Verhältnis von Ionen misst. Paare von chemisch identischen Nukleosiden mit unterschiedlicher Zusammensetzung der stabilen Isotope können in einem Massenspektrometer aufgrund ihres Massenunterschieds unterschieden werden. Nicht markierte Nukleoside können daher von ihren mit stabilen Isotopen markierten Isotopologen unterschieden werden. Für die meisten NAIL-MS-Ansätze ist es entscheidend, dass die markierten Nukleoside mehr als 2 Da schwerer sind als die unmarkierten. Dies liegt daran, dass 1,1 % der natürlich vorkommenden Kohlenstoffatome 13C-Isotope sind. Im Falle der Nukleoside führt dies zu einer Massenzunahme von 1 Da bei ~10 % der Nukleoside. Dieses Signal würde mit dem NAIL-MS-Labeling überlagern und somit die Auswertung verfälschen.
NAIL-MS kann zur Untersuchung der RNA-Modifikationsdynamik verwendet werden, indem die markierten Nährstoffe des entsprechenden Wachstumsmediums während des Experiments verändert werden. Darüber hinaus können Zellpopulationen direkt miteinander verglichen werden, ohne, dass es zu einer potentiellen Verfälschung durch Einzelaufreinigung kommt. Darüber hinaus kann NAIL-MS für die Herstellung von biosynthetischen Isotopologen der meisten Nukleoside verwendet werden, welche für die absolute Quantifizierung durch Massenspektrometrie und sogar für die Entdeckung noch unbekannter RNA-Modifikationen benötigt werden.

## Prinzipielles Verfahren

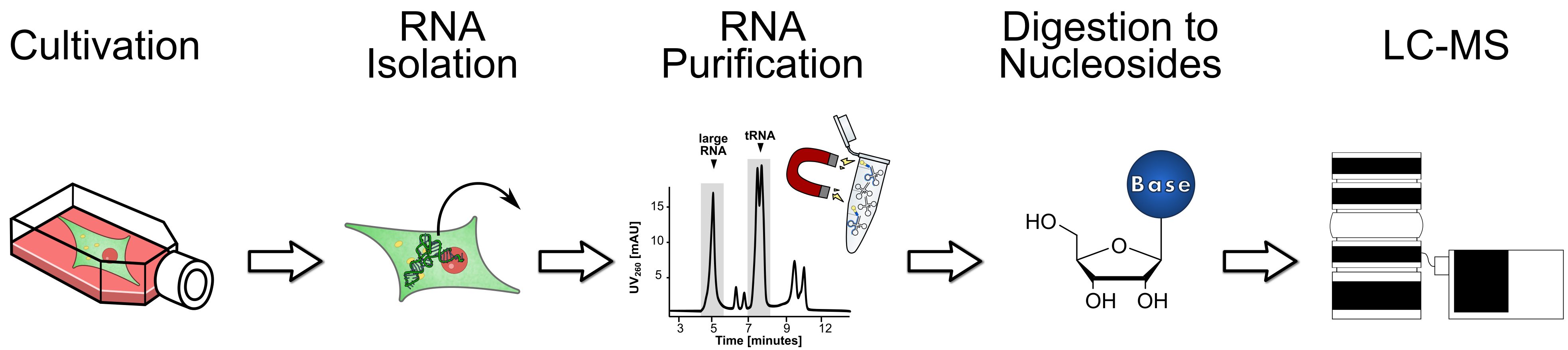
Allgemeiner Arbeitsablauf für ein NAIL-MS Experiment: Zellen werden erst im entsprechenden Medium kultiviert und dann geerntet. Die RNA wird anschließend isoliert und die gewünschten RNA-Komponenten aufgereinigt. Diese werden zu Nukleosiden verdaut und schließlich mittels Massenspektrometrie analysiert.

Im Allgemeinen werden die Zellen in unmarkierten oder stabilen (nicht radioaktiven) isotopenmarkierten Medien kultiviert. Zum Beispiel kann dem Medium Glucose zugesetzt werden, welche mit sechs Kohlenstoff-13-Atomen (13C) anstelle des normalen Kohlenstoff-12 (12C) markiert ist. Zellen, die in diesem Medium wachsen, werden, je nach Modellorganismus, die schwere Glucose in alle ihre RNA-Moleküle einbauen. Danach sind alle Nukleotide aufgrund einer vollständigen Kohlenstoffmarkierung der Ribose um 5 Da schwerer als ihre unmarkierten Isotopologe. Nach Kultivierung und entsprechender Markierung der Zellen werden diese im Allgemeinen unter Verwendung von Phenol/Chloroform/Guanidiniumisothiocyanat-Extraktion geerntet. Andere Extraktionsmethoden sind möglich und manchmal erforderlich (z. B. für Hefe). Die RNA wird anschließend über Isopropanol- oder Ethanol-Fällung isoliert. Die weitere Reinigung spezifischer RNA-Spezies (z. B. rRNA oder tRNA) erfolgt in der Regel durch Größenausschluss-Chromatographie (SEC), andere Ansätze sind aber ebenfalls möglich. Für die meisten Anwendungen muss das Endprodukt vor der Analyse durch LC-MS enzymatisch zu Nukleosiden verdaut werden. Daher werden Verdauenzyme wie Benzonase, NP1 und CIP verwendet. Typischerweise wird für die Messungen ein Triple-Quadrupol Massenspektrometer im MRM-Modus verwendet.

## Labeling der Zellen
Wie die Markierung von RNA-Molekülen erreicht wird, hängt vom Modellorganismus ab. Für E.coli (Bakterien) kann das Minimalmedium M9 verwendet und mit den stabilen isotopenmarkierten Varianten der benötigten Salze ergänzt werden. Dies ermöglicht die Markierung mit 13C-Kohlenstoff, 15N-Stickstoff, 34S-Schwefel und 2H-Wasserstoff. Bei S.cerevisiae (Hefe) gibt es derzeit zwei Möglichkeiten: Zum einen die Verwendung von kommerziell verfügbarem Komplettmedium, welches die Markierung mit 13C-Kohlenstoff und/oder 15N-Stickstoff ermöglicht, und zum anderen die Verwendung von Minimal-YNB-Medium, das mit mehreren Aminosäuren und Glucose ergänzt werden muss, die als stabile isotopenmarkierte Varianten zugesetzt werden können, um eine 13C-Kohlenstoff-, 15N-Stickstoff- und 2H-Wasserstoff-Markierung der RNA zu erreichen.
Während die Markierung in Modellorganismen wie E.coli und S.cerevisiae vergleichsweise einfach ist, ist die Markierung mithilfe stabiler Isotope in Zellkultur eine größere Herausforderung, da die Zusammensetzung der Wachstumsmedien komplexer ist. Weder die Zusetzung markierter Glucose noch die mit stabilen Isotopen markierten Varianten einfacher Vorläufer der Nukleosidbiosynthese wie Glutamin und/oder Aspartat führen zu einer definierten Massenzunahme von mehr als 2 Da. Während geeignete Verbindungen für eine vollständige Markierung in Zellkultur bereits gefunden wurden, sind diese Ergebnisse noch nicht veröffentlicht.

## Anwendungen
NAIL-MS ermöglicht das Design verschiedener Experimente.

### Herstellung von SILIS
NAIL-MS kann zur Herstellung stabiler isotopenmarkierter interner Standards (ISTD) verwendet werden. Dazu werden Zellen in Medium gezüchtet, was zu einer vollständigen Markierung aller Nukleoside führt. Die gereinigte Nukleosidmischung kann dann als ISTD verwendet werden, was für eine genaue absolute Quantifizierung der Nukleoside durch Massenspektrometrie erforderlich ist. Diese Mischung markierter Nukleoside wird auch als SILIS (stable isotope labeled internal standard) bezeichnet. Der Vorteil dieses Ansatzes besteht darin, dass alle in einem Organismus vorhandenen Modifikationen als isotopenmarkierte Verbindungen biosynthetisch hergestellt werden können. Die Herstellung von SILIS erfolgte bereits, bevor der Begriff NAIL-MS aufkam.

### Vergleichende Experimente
Ein vergleichendes NAIL-MS-Experiment ist einem SILAC-Experiment recht ähnlich, allerdings für RNA statt für Proteine. Zunächst werden zwei Populationen der jeweiligen Zellen kultiviert. Eine der Zellpopulationen wird mit Wachstumsmedium gefüttert, das unmarkierte Nährstoffe enthält, während die zweite Population mit Wachstumsmedium gefüttert wird, welches stabile isotopenmarkierte Nährstoffe enthält. Die Zellen bauen dann die jeweiligen Isotopologe in ihre RNA-Moleküle ein. Eine der Zellpopulationen dient als Kontrollgruppe, während die andere den damit verbundenen Untersuchungen (z. B. KO-Stamm, Stress) unterzogen wird. Nach der Ernte der beiden Zellpopulationen werden diese gemischt und gemeinsam prozessiert, um eine Verfälschung durch Einzelaufreinigung auszuschließen. Aufgrund der unterschiedlichen Masse-Ladungs-Verhältnisse der eingebauten Nukleoside ist eine massenspektrometrische Unterscheidung der beiden Zellpopulationen möglich.

### Pulse-Chase Experimente
Bei Einleitung eines Pulse-Chase-Experiments wird das Medium von Medium(1) auf Medium(2) gewechselt. Die beiden Medien dürfen sich nur in ihrem Isotopengehalt unterscheiden. Dadurch ist es möglich, zwischen RNA-Molekülen zu unterscheiden, die bereits vor Beginn des Experiments vorhanden waren (= im Medium gewachsene RNA-Moleküle(1)) und RNA-Molekülen, die nach Beginn des Experiments neu transkribiert werden (= im Medium gewachsene RNA-Moleküle(2)). Dies ermöglicht die detaillierte Untersuchung der Modifikationsdynamik in vivo. Die Zusetzung von markiertem Methionin, entweder in Medium(1) oder Medium(2), erlaubt die Beobachtung von Methylierungsprozessen. Andere isotopenmarkierte Metaboliten erlauben möglicherweise eine weitere Modifikationsanalyse.
Insgesamt ermöglicht NAIL-MS die Untersuchung der RNA-Modifikationsdynamik mittels Massenspektrometrie. Mit dieser Technik wurde enzymatische Demethylierung für mehrere RNA-Schäden innerhalb lebender Bakterien beobachtet.

### Entdeckung neuer RNA-Modifikationen
Für die Entdeckung von nicht charakterisierten Modifikationen werden Zellen in unmarkiertem, 13C-markiertem, 15N-markiertem, 2H-markiertem oder 34S-markiertem Medium gezüchtet. Unbekannte Signale, die während der Massenspektrometrie auftreten, werden dann in allen unterschiedlich markierten Kulturen untersucht. Wenn sich Retentionszeiten von unbekannten Verbindungen mit entsprechend divergierenden Masse-Ladungs-Verhältnissen überlappen, kann eine Summenformel der Verbindung vorhergesagt werden, indem die Massenunterschiede der überlappenden Signale in den unterschiedlich markierten Kulturen berechnet werden. Mit dieser Methode konnten mehrere neue RNA-Modifikationen entdeckt werden. Dieses experimentelle Design war auch die ursprüngliche Idee, mit der das Konzept von NAIL-MS begann.

### Oligonukleotid NAIL-MS
NAIL-MS kann auch für die Oligonukleotidanalyse mittels Massenspektrometrie eingesetzt werden. Dies ist nützlich, wenn die Sequenzinformation erhalten bleiben soll.